# الوزارة الملكية لشؤون الطفل والأسرة
الوزارة الملكية لشؤون الطفل والأسرة (باللغة النرويجية: Barne- og familiedepartementet; BFD) هي وزارة حكومية نرويجية مسؤولة عن شؤون الأسرة وخدمات رعاية الطفل وكنيسة النرويج والشؤون الدينية الأخري وشؤون المستهلك. ويرأس الوزارة وزير شؤون الطفل والأسرة والكنيسة والمستهلك كجيل إنجولف روستاد.

## تاريخ
تأسست الوزارة عام 1956 كوزارة لشؤون الأسرة والمستهلك. تم دمجها مع وزارة الأجور والأسعار عام 1972 لتشكيل وزارة شؤون المستهلكين والإدارة الحكومية. أعيد تأسيسها كوزارة لشؤون الأسرة والمستهلك عام 1990، وأعيد تسميتها وزارة شؤون الطفل والأسرة عام 1991، بين عامي 2006 و 2019 تعاقبت علي الوزارة سلسلة من الأسماء المختلفة قبل العودة إلي اسم وزارة شؤون الطفل والأسرة في عام 2019.

## الموظفين السياسين
- الوزير كجيل إنجولف روبستاد (الديمقراطيون المسيحيون)[6]

## الوكالات الفرعية
- لجنة المخصصات لدعم المنظمات التطوعية المعنية الأطفال والشباب
- هيئة حماية الطفل النرويجية
- التوسيم الإيكولوجي النرويجي
- حكام المقاطعات
- مجلس السوق النرويجي
- المعهد الوطني لبحوث المستهلك
- لجنة الاتصال النرويجية للمهاجرين والسلطات
- مكتب الفحص النرويجي
- مجلس المستهلك النرويجي
- لجنة النظر في منازعات المستهلك النرويجية
- أمين المظالم المعني بالمستهلك النرويجي
- الإدارة النرويجية لشؤون الأطفال والشباب والأسرة
- خدمة العمل والرفاهية النرويجية
- أمين المظالم للأطفال في النرويج

## وصلات خارجية
- الموقع الرسمي